# 波克羅夫斯凱 (巴赫穆特區)
48°38′05″N 38°07′50″E / 48.63472°N 38.13056°E
波克羅夫斯凱（羅馬化：Pokrovske）是位於烏克蘭東部的村莊，由頓涅茨克州巴赫穆特區的巴赫穆特市鎮負責管轄，惟於俄羅斯入侵烏克蘭中被佔領。
這村的海拔高度99米，2014年人口1044，面積9.494平方公里，人口密度每平方公里110人。

## 歷史
在俄烏戰爭中，經過長達數月的前線膠著，俄軍終於在2022年7月30日奪下該村。

## 人口統計
在19世紀間，人口隨著俄罗斯帝国的快速增長而急升：1859年人口為2858人，到1886年已增至3654人，而到1897年更升至5307人。
根據 2001年烏克蘭人口普查，村民的母語分配如下：
- 烏克蘭語：68.8%
- 俄語：30.2%
- 其他：<0.1%